# Bone Machine
Bone Machine — десятий студійний альбом автора-виконавця Тома Вейтса, виданий 1992 року. Як запрошені музиканти на ньому з'явилися: вокаліст Los Lobos Девід Ідальго, бас-гітарист Primus Лес Клейпул та гітарист The Rolling Stones Кіт Річардс.

## Про альбом
Bone Machine знаменує повернення Вейтса в студію після п'ятирічної перерви з моменту виходу Franks Wild Years. Альбом відрізняється темною лірикою на тему смерті та вбивств і домінуванням ударних та гітари, а не улюбленого Томом фортепіано. Атмосферу альбому передає розмита чорно-біла обкладинка, автор якої син Боба Ділана — Джессі. На ній зображений співак у шкіряній тюбетейці з рогами та захисних окулярах, в цьому ж вигляді він з'являється в двох музичних відео: «Goin' Out West» і «I Don't Wanna Grow Up» (останнє зняв відомий артхаусний режисер Джим Джармуш, друг Тома). Запис проходив в підвалі студії Prairie Sun Recording в Котаті, Каліфорнія, який привабив Тома своїм мінімалізмом та луною.

## Список композицій
Автор музики і слів Том Вейтс і Кетлін Бреннан, якщо не зазначено інше. 
| #   | Назва                                   | Автор              | Тривалість |
| --- | --------------------------------------- | ------------------ | ---------- |
| 1.  | «Earth Died Screaming»                  | Вейтс              | 3:39       |
| 2.  | «Dirt in the Ground»                    |                    | 4:08       |
| 3.  | «Such a Scream»                         | Вейтс              | 2:07       |
| 4.  | «All Stripped Down»                     | Вейтс              | 3:04       |
| 5.  | «Who Are You»                           |                    | 3:58       |
| 6.  | «The Ocean Doesn't Want Me»             | Вейтс              | 1:51       |
| 7.  | «Jesus Gonna Be Here»                   | Вейтс              | 3:21       |
| 8.  | «A Little Rain (for Clyde)»             |                    | 2:58       |
| 9.  | «In the Colosseum»                      |                    | 4:50       |
| 10. | «Goin' Out West»                        |                    | 3:19       |
| 11. | «Murder in the Red Barn»                |                    | 4:29       |
| 12. | «Black Wings»                           |                    | 4:37       |
| 13. | «Whistle Down the Wind (for Tom Jans)»  | Вейтс              | 4:36       |
| 14. | «I Don't Wanna Grow Up»                 |                    | 2:31       |
| 15. | «Let Me Get Up on It» (Інструментальна) | Вейтс              | 0:55       |
| 16. | «That Feel»                             | Вейтс, Кіт Річардс | 3:11       |

## Учасники запису
- Том Вейтс — вокал, чемберлін, ударні, гітара, фортепіано, контрабас, барабани, акустична гітара
- Брайан «Брейн» Мантіа — барабани
- Ральф Карні — саксофон, тенор-саксофон, кларнет
- Ларрі Тейлор — контрабас, гітара
- Джо Гор — гітара
- Джо Маркез — банджо
- Девід Філліпс — електрогітара
- Вадда Вотчел — гітара
- Кетлін Бреннан — стік
- Девід Ідальго — скрипка, акордеон (на «Whistle Down the Wind»)
- Лес Клейпул — бас-гітара (на «Earth Died Screaming»)
- Кіт Річардс — гітара, вокал (на «That Feel»)